# Форт Емануел (Кочі)
Форт Емануел, також відомий як Форт Мануел — перший португальський колоніальний форт на території Індії, розташований в районі Форт Кочі в Кочі, штат Керала, Індія. Був португальською твердинею і символом стратегічного союзу між махараджею Кочі та монархом Португалії. Названий на честь короля Португалії Мануела I, це був перший португальський форт в Азії.
Теперішня назва району, в якому знаходиться залишки форту Емануел — Форт Кочі, завдячує йому своєю назвою.

## Історія `

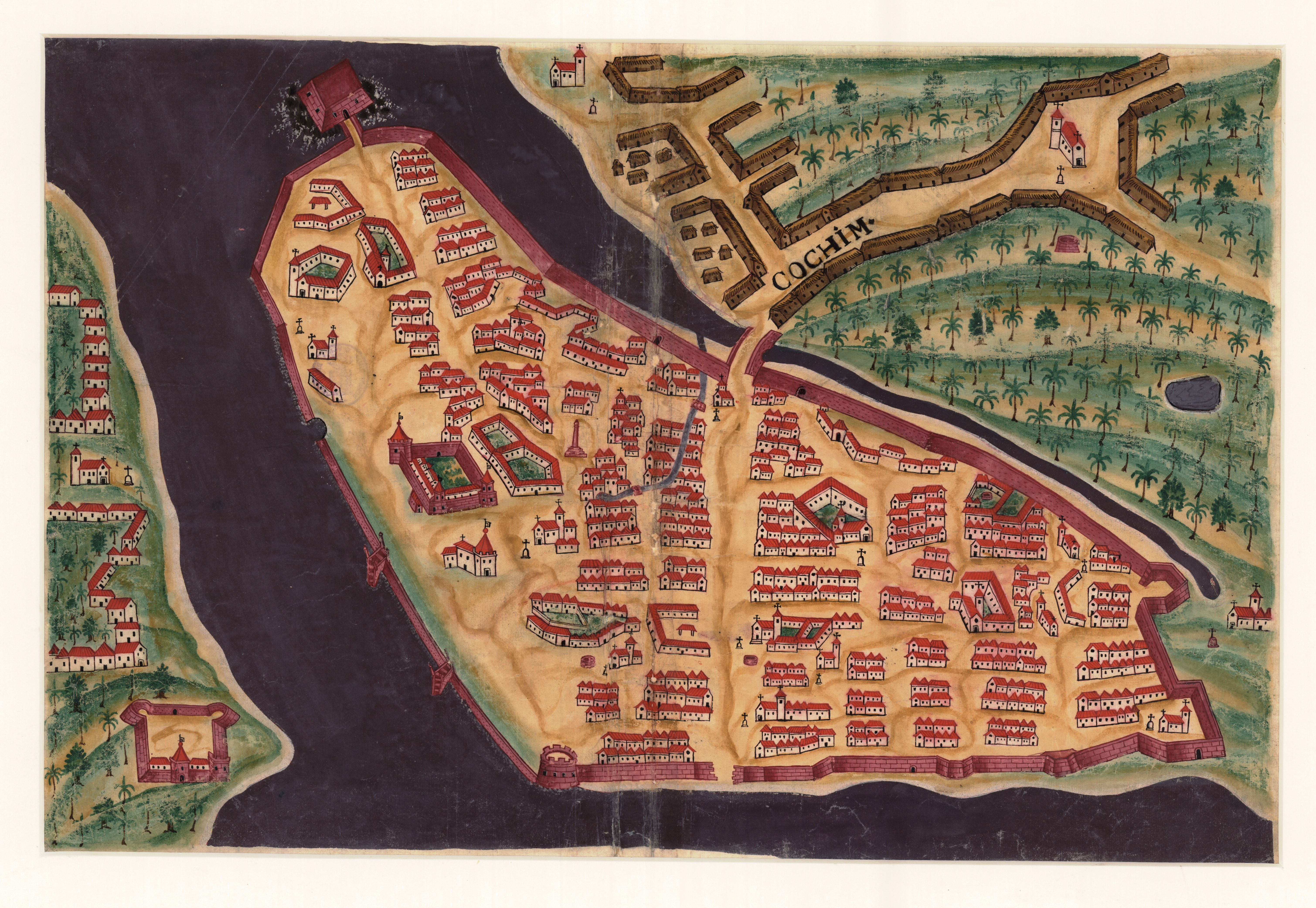
Форт Емануел на території Кочі в 1635 р. (форт зображено на заході міста біля узбережжя затоки)

У вересні 1503 року правитель Кочі дозволив Афонсу де Албукеркі побудувати форт неподалік від Кочі на узбережжі Аравійського моря. Будівництво було розпочато 26 вересня, і "форт набув форми квадрата з фланговими артилерійськими бастіонами по кутах". Стіни були зроблені з подвійних рядів кокосових пальм, надійно скріплених між собою і заповнених міцно утрамбованою землею. Навколо стін форт був оточений ровом з водою. Вранці 1 жовтня 1503 року форт охрестили "Емануел", на честь короля Португалії Мануела І.
Форт був побудований на оточеному водою півострові на південному заході від материкової частини Кочі. В 1506 році Албукерке отримав від правителя Кочі дозвіл замінити дерев'яні споруди форту на кам'яні. Укріплення були додатково зміцнені в 1538 р.

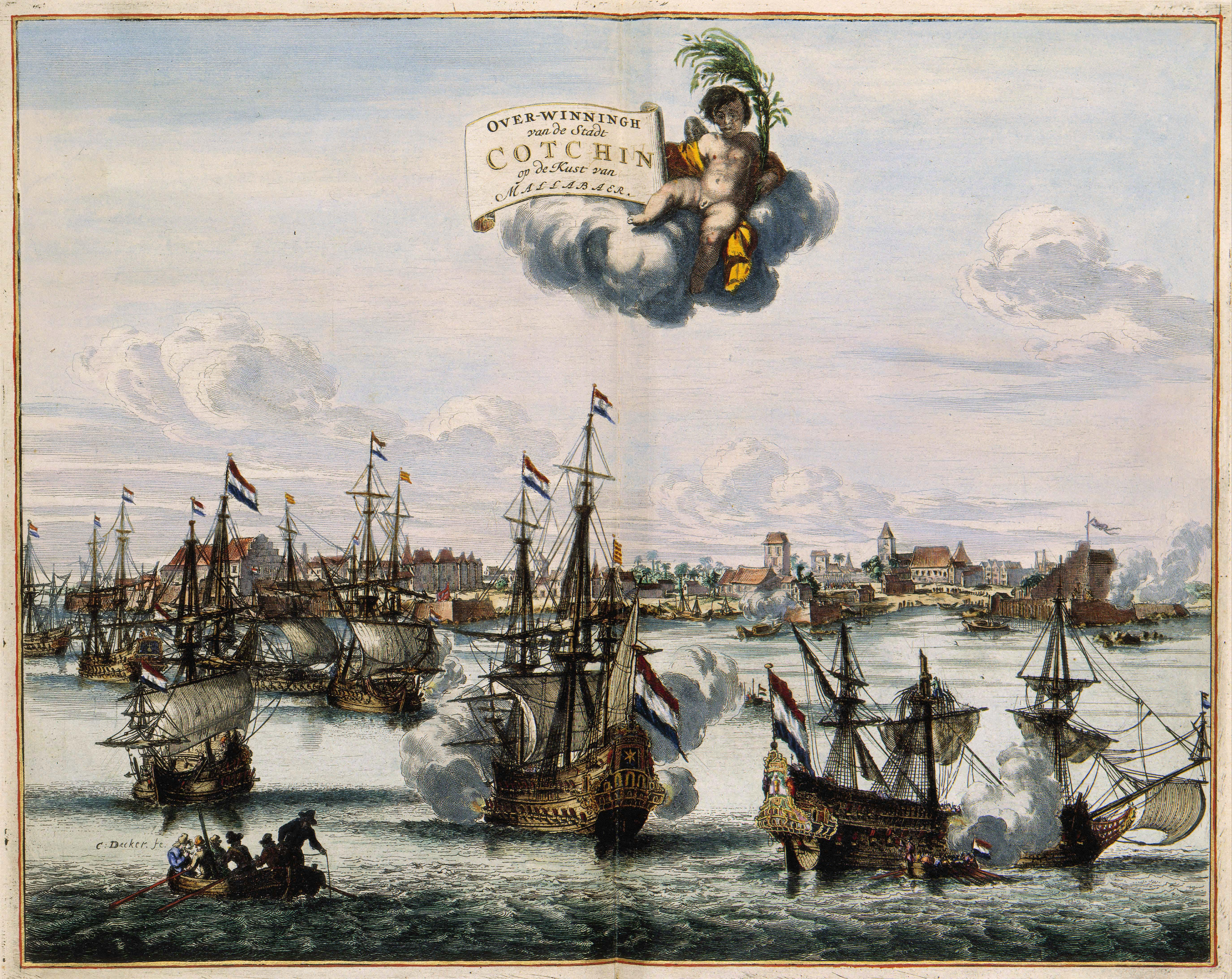
Голландський флот захоплює Кочі в 1663 р.

В околицях форту португальцями було зведене цивільне поселення з церквою Святого Франциска - однією з найстаріших португальських церков в Індії.
Форт Кочі залишався у володінні Португалії до 1663 року, коли його захопили голландці. Голландці утримували форт у своєму володінні до 1795 року, коли його, в свою чергу, було захоплено британцями. До 1806 року голландці, а згодом і британці, демонтували більшість стін форту та його бастіони. 
У Старому Кочі зберіглась частково відновлена гарматна батарея та інші залишки валів та укріплень, які зараз є туристичними атракціями.

## Галерея

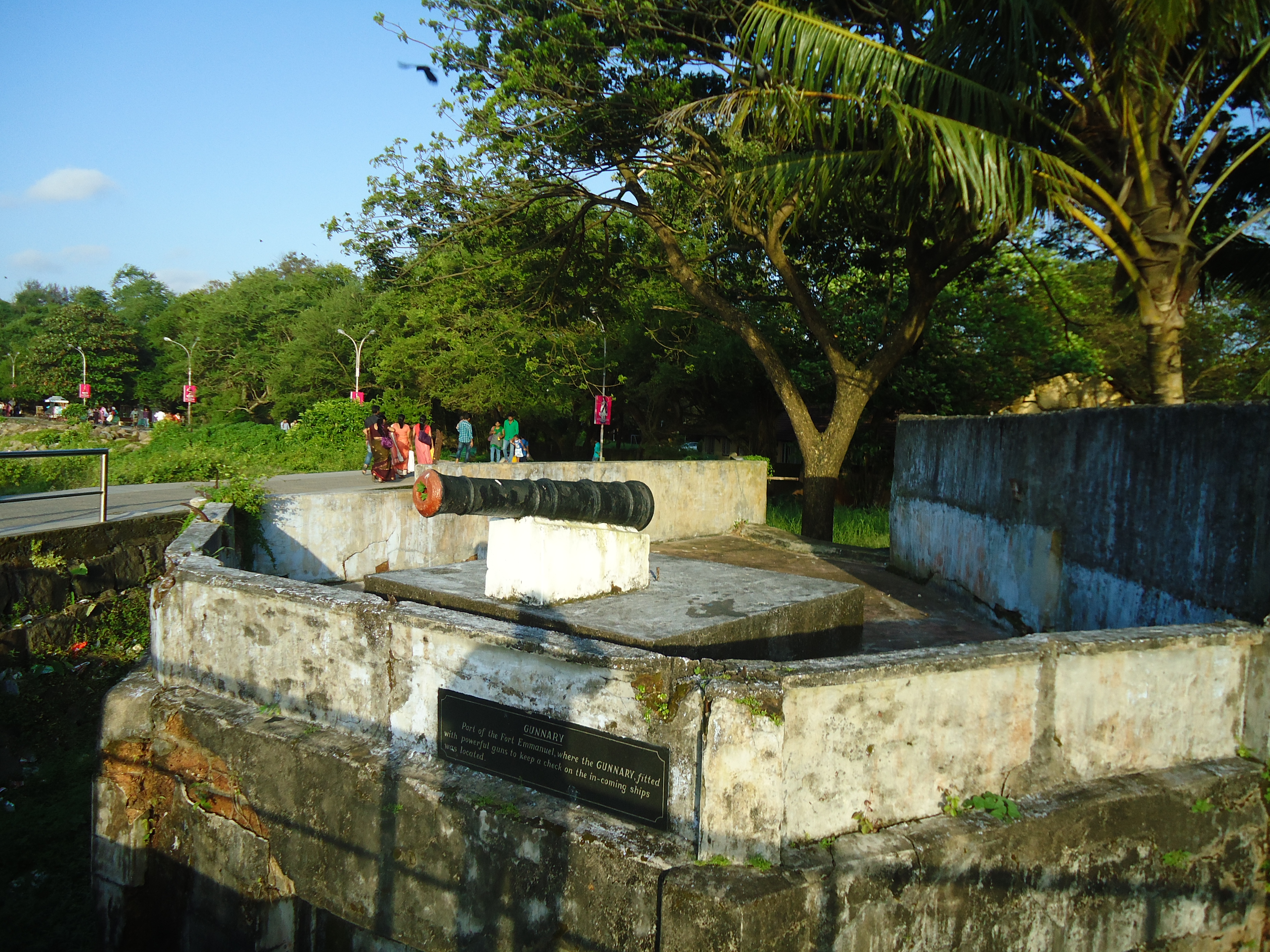
Залишки артилерійського бастіону
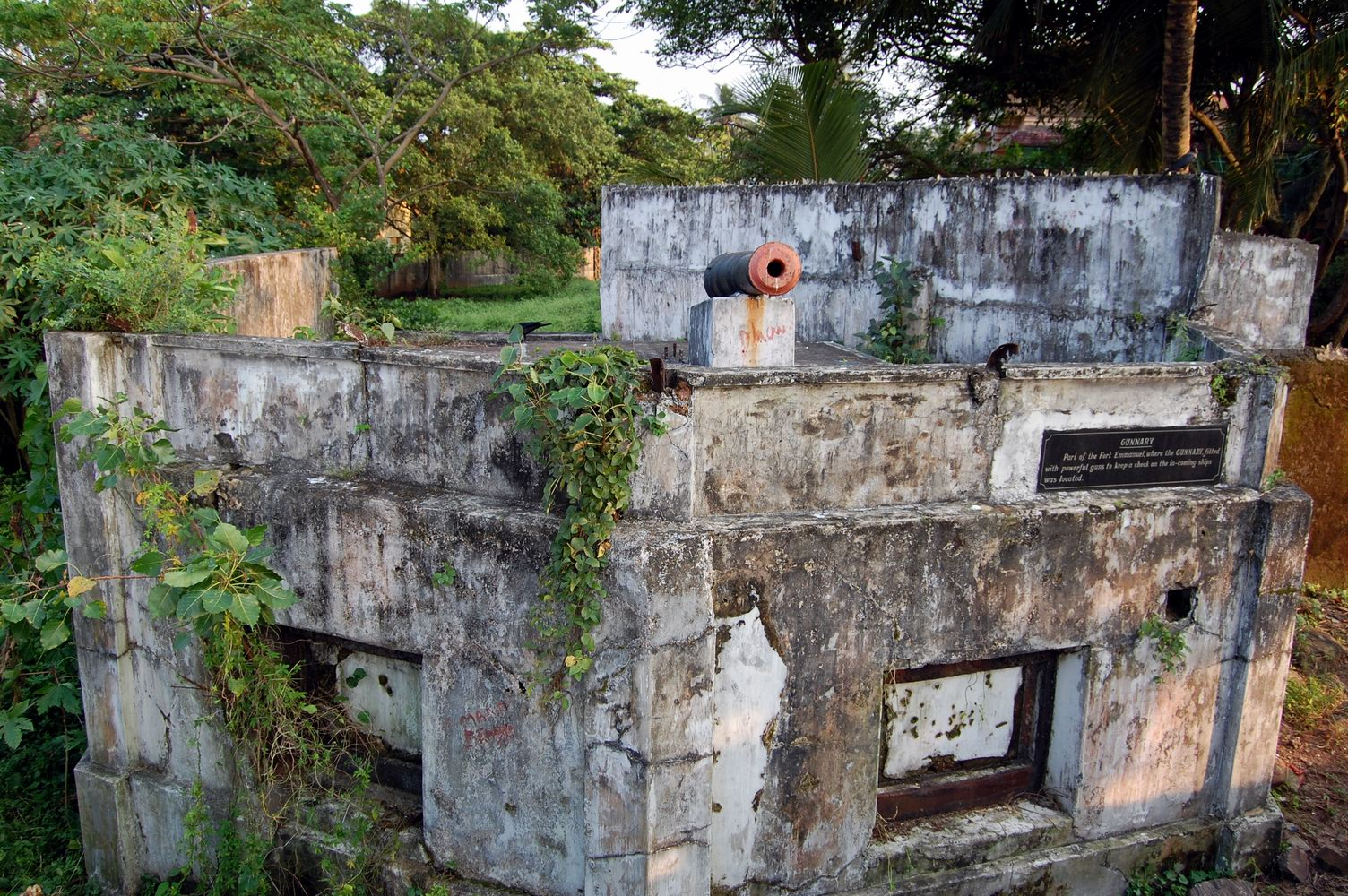
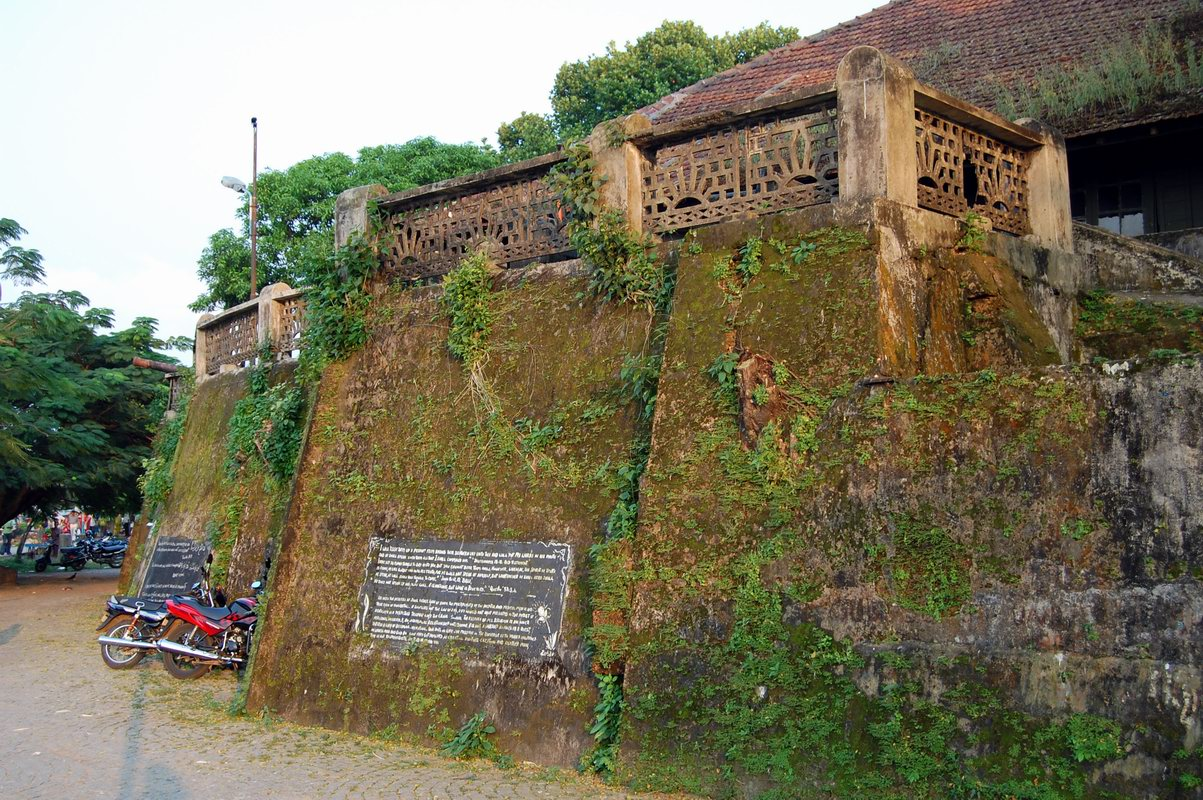